# انتهاك حقوق التأليف والنشر

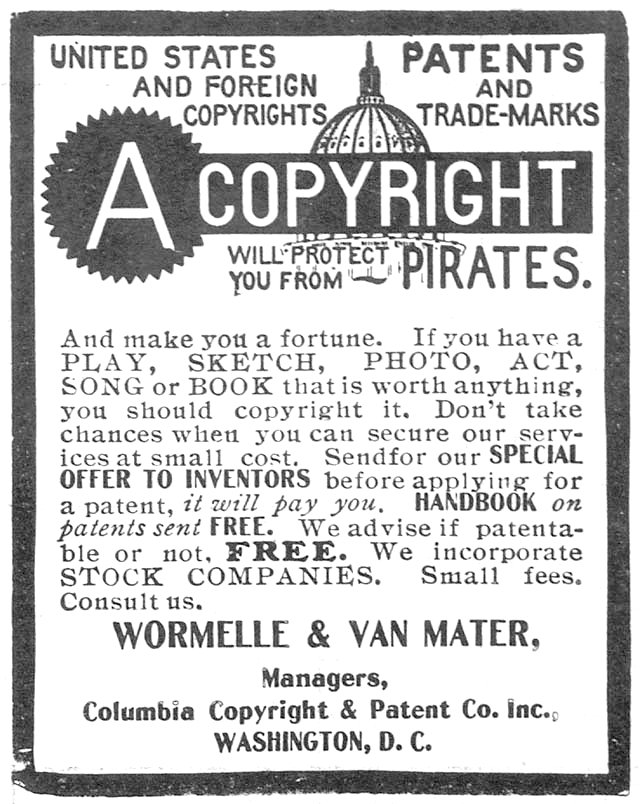
ملصق حكومي حول موضوع انتهاك حقوق الطبع والنشر، والتي صدرها سنة 1906

انتهاك حقوق الطبع والنشر (بالإنجليزية: Copyright Infringement)‏ يعني الاستعمال غير المُرخّص للمواد المحمية بموجب قانون حقوق النسخ بشكل يعارض أحد حقوق المؤلف الخاصة، مثل إعادة طباعة أو نسخ أعمال محمية بقانون حقوق النسخ.